# Interahamwe
Interahamwe (în traducere: cei care lupta împreună) este organizație paramilitară compusă exclusiv din etnici Hutu, care în 1994, în decurs de 100 zile, au încercat să răstoarne guvernul dominat de etnici Tutsi și să instituie din nou controlul. În majoritatea lor, activiștii interahamwe, implicați în acțiunile lor criminale, nu au fost instigați sau alimentați de băuturi, droguri, sau prin violență absurdă, ci prin dăruire fanatic pentru o cauză politică, printr-o dorință maniacală să arate că au fost "pe partea dreapta". 
Ulterior după implicarea misiunilor de pace internațională, infractori, familiile și susținătorii lor, și toți cei care se temeau de represalii, chiar și pentru faptul că sunt Hutu, au fugit peste graniță, cel puțin jumătate din ei în Congo (numit la acea vreme Zair). Nu a fost greu să fie găsiți acei hutu refugiați din Zair, care au recunoscut rolul lor în uciderea, sau chiar se lăudau și mîndreau cu cele comise. Până la sfârșitul anului 1995, a fost dificil de a fi găsit pe cineva care să admită că a fost un genocid, în general. Război civil, da, unele masacre posibile, dar nu genocid.
De asemenea, în 1999 gherilele Alir au răpit și ucis opt turiști străini.